# Бондарев, Константин Тимофеевич
Константин Тимофеевич Бо́ндарев (1913—1979) — советский инженер и учёный, доктор технических наук, лауреат двух Сталинских премий третьей степени, лауреат Ленинской премии. 

## Биография
Родился 7 (20 мая) 1913 года.
Потомственный стекловар. В 1933 году окончил стекольный техникум в Константиновке Сталинской (Донецкой) области (первый выпуск).
Был направлен на завод «Автостекло», руководил сменой в только что построенном цехе по выработке листового стекла на машинах Фурко, затем работал на инженерных должностях. Без отрыва от производства окончил институт. В 1937 году в качестве главного инженера руководил выполнением правительственного задания — сварить рубиновое стекло для красных звёзд на кремлёвских башнях. 
В 1940—1941 годы директор завода «Автостекло», в августе 1941 года руководил его эвакуацией в Сухой Лог. в 1941—1942 годы директор завода в Сухом Логе, в 1943 — 1946 годы возглавлял Лыткаринский завод зеркальных отражателей (Завод № 233 НКПС). Член ВКП(б).
С 1946 до 1965 года директор Константиновского завода «Автостекло».
В 1962 году по его инициативе при заводе на базе экспериментального цеха создаётся научно-исследовательский институт НИИАвтостекло, которым он сам руководил по совместительству.
С октября 1965 по 1968 год — 1-й заместитель министра промышленности строительных материалов УССР.
С 1968 года — на научной работе в Государственном институте стекла.
Доктор технических наук (1970), тема диссертации «Новое сверхпрочное стекло».
Умер в 1979 году в Москве. Похоронен на Кунцевском кладбище.
Жена — Фёдорова Раиса Ивановна.

### Признание
- Сталинская премия третьей степени (1948) — за разработку и внедрение скоростных методов вытягивания оконного стекла на машинах Фурко и способа тонкослойной загрузки шихты в стекловаренные печи, обеспечивающих значительное увеличение производства стекольных заводов.
- Сталинская премия третьей степени (1952) — за разработку и широкое внедрение серии флюсов для автоматической сварки
- Ленинская премия (1963) — за создание новых конструкционных материалов (шлакоситалл).
- ордена и медали

### Сочинения
- Бондарев Константин Тимофеевич. Стекло в строительстве. — Киев: «Будівельник», 1969. — 346с. : с илл.
- Листовое полированное стекло / К. Т. Бондарев. — Москва : Стройиздат, 1978. — 165, [3] с. : ил. — 3800 экз.
- Стеклoпакеты / Бондарев Константин Тимофеевич — Киев : Госстройиздат УССР, 1961. — 60 с. : ил.